# Federação Internacional de Taekwondo
A Federação Internacional de Taekwondo (em inglês: International Taekwondo Federation), ou apenas ITF, é uma organização internacional de Taekwondo fundada em 22 de Março de 1966 pelo general Choi Hong-hi (coreano: 최홍희) em Seul, na Coreia do Sul. A ITF foi fundada para promover e encorajar o crescimento da arte marcial coreana do Taekwondo.
As principais funções da ITF incluem coordenar e aprovar torneios e seminários, estabelecer padrões de ensino (padrões, disputas, demolições), colaborar com organizações afiliadas e fornecer serviços aos membros em relação à classificação e certificações.
Após um período de cisma político, existem agora vários grupos usando o nome "International Taekwondo Federation".

## Formas
As formas (também chamadas de padrões), ou tul (틀) em coreano, originalmente chamados hyeong (형), formam um aspecto importante do treinamento no Taekwon-Do. Eles são equivalentes ao kata no caratê. A maioria dos padrões (exceto Yul-Gok, Ul-Ji e Tong-Il) começa com um movimento defensivo, que enfatiza a natureza defensiva do taekwon-do. Todos os padrões começam e terminam no mesmo local. Isso garante que as posturas dos praticantes tenham o comprimento, a largura e a direção corretas.
Existem 24 formas no currículo oficial da ITF (simbolizando as 24 horas do dia). Um padrão adicional, Ko-Dang (ou Go-Dang), foi aposentado/ substituído pelo Juche em 1986 pelo general Choi Hong Hi. Ko-Dang e Juche são semelhantes, e algumas organizações de Taekwondo renomearam Juche para Ko-Dang aumentando a confusão sobre se um padrão chamado de "Ko-Dang" é o movimento original 39 ou o mais recente padrão de movimento 45. Os nomes desses padrões geralmente se referem a eventos na história coreana ou a pessoas importantes na história coreana. Elementos dos padrões também podem ser referências históricas, como o número de movimentos, o diagrama, o modo como o padrão termina e assim por diante.
As formas (tul) são realizados de acordo com "A Enciclopédia do Taekwon-Do" em 15 volumes escritos pelo General Choi Hong Hi, sendo a última edição de 1999 (edições posteriores foram publicadas, mas as edições de 1999 foram as últimas que o General Choi Hong estava diretamente envolvido). Este trabalho abrangente contém 15 volumes com os volumes de 8 a 15 dedicados as 24 formas e contendo descrições dos movimentos do padrão, bem como imagens mostrando possíveis aplicações de alguns dos movimentos. Há também o livro intitulado "A Arte Coreana de Defesa Pessoal" (a edição de 1999, a mais recente usada pela ITF no Grandmaster Tran Trieu Quan e ITF sob Grandmaster Choi, ou a edição de 2004, a mais recente usada pela ITF sob Chang Ung), também conhecida como a Enciclopédia Condensada, escrita pelo General Choi Hong Hi. Esta é uma enciclopédia única condensada de aproximadamente 770 páginas com uma seção dedicada aos 24 padrões originais.
Há também três exercícios fundamentais, chamados Saju-Jirugi (Soco de Quatro Sentidos), Saju-Makgi (Bloco de Quatro Sentidos) e Saju Tulgi (Impulso de Quatro Sentidos). Saju-Jirugi e Saju-Makgi são exercícios básicos de defesa ensinados aos iniciantes na arte marcial. Saju Tulgi é menos conhecido e é geralmente ensinado aos alunos do 2º Kup antes de Hwa-Rang. Saju Tulgi não é apresentado na Enciclopédia Condensada, mas está presente na Enciclopédia dos 15 Volumes (veja: Volume 10, página 122).
As 25 formas no Taekwondo ITF são:
| Número | Hangeul | Romanizado               | Movimentos | Rank   |
| ------ | ------- | ------------------------ | ---------- | ------ |
| 1      | 천지    | Chon-Ji                  | 19         | 9º gup |
| 2      | 단군    | Dan-Gun                  | 21         | 8º gup |
| 3      | 도산    | Do-San                   | 24         | 7º gup |
| 4      | 원효    | Won-Hyo                  | 28         | 6º gup |
| 5      | 율곡    | Yul-Gok                  | 38         | 5º gup |
| 6      | 중근    | Jung-Gun                 | 32         | 4º gup |
| 7      | 퇴계    | Toi-Gye                  | 37         | 3º gup |
| 8      | 화랑    | Hwa-Rang                 | 29         | 2º gup |
| 9      | 충무    | Choong-Moo               | 30         | 1º gup |
| 10     | 광개    | Kwang-Gae                | 39         | 1º dan |
| 11     | 포은    | Po-Eun                   | 36         | 1º dan |
| 12     | 계백    | Gae-Baek                 | 44         | 1º dan |
| 13     | 의암    | Eui-Am                   | 45         | 2º dan |
| 14     | 충장    | Choong-Jang              | 52         | 2º dan |
| 15     | 주체    | Juche (formerly Ko-Dang) | 45         | 2º dan |
| 16     | 삼일    | Sam-Il                   | 33         | 3º dan |
| 17     | 유신    | Yoo-Sin                  | 68         | 3º dan |
| 18     | 최영    | Choi-Yong                | 46         | 3º dan |
| 19     | 연개    | Yeon-Gae                 | 49         | 4º dan |
| 20     | 을지    | Il-Ji                    | 42         | 4º dan |
| 21     | 문무    | Moon-Moo                 | 61         | 4º dan |
| 22     | 서산    | Seo-San                  | 72         | 5º dan |
| 23     | 세종    | Se-Jong                  | 24         | 5º dan |
| 24     | 통일    | Tong-Il                  | 56         | 6º dan |
| 25     | 우남    | Woo-Nam                  | 42         | s/     |

O padrão aposentado no Taekwondo ITF é:
1. Kodang (고당) (39 movimentos)

## Sparring

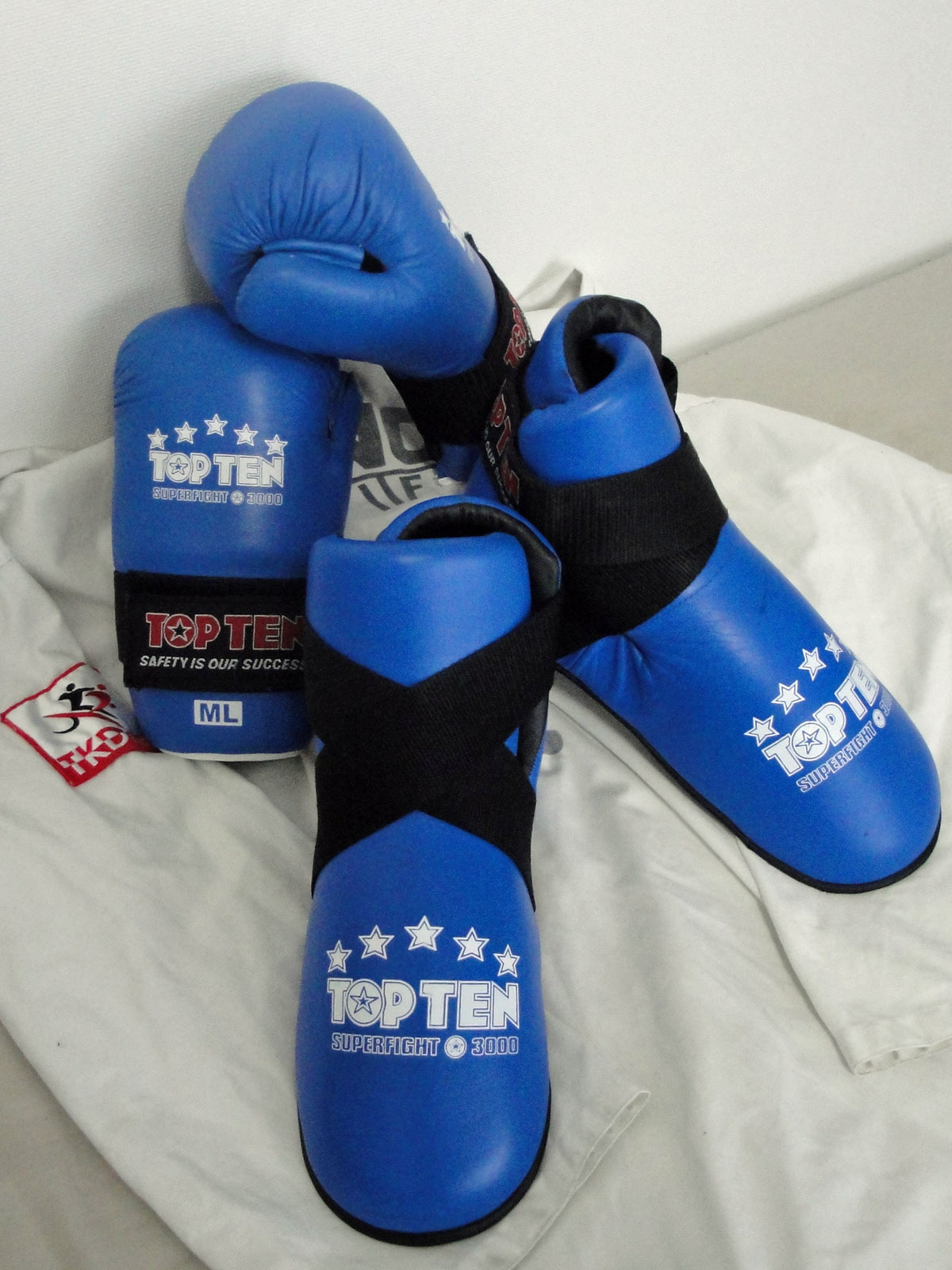
Estilo típico dos equipamentos da ITF utilizados durante uma luta

As regras de disputa da Federação Internacional de Taekwondo são semelhantes às regras da WTF, mas diferem em vários aspectos:
- Ataques de mão na cabeça são permitidos.

- O sistema de pontuação é:

- - 1 ponto para: Soco no corpo ou chute no corpo.
  - 2 pontos para: Chute saltando para o corpo, soco de salto para a cabeça ou chute estacionário para a cabeça.
  - 3 pontos para: Chute de salto para a cabeça.

A área de competição é tipicamente um quadrado de 10×10 metros em campeonatos internacionais. Anéis circulares também são usados, embora geralmente não estejam em circunstâncias competitivas.
Os competidores não usam o hogu (apesar de serem obrigados a usar equipamentos aprovados de proteção para os pés e as mãos, bem como protetores de cabeça opcionais). Esse sistema de pontuação variam entre organizações individuais dentro da ITF - por exemplo, na TAGB, socos na cabeça ou no corpo ganham 1 ponto; chutes no corpo pontuam  2 e chutes na cabeça pontuam 3.
Um sistema contínuo de pontos é utilizado na competição da ITF, onde os lutadores podem continuar após a pontuação de uma técnica. Golpes com força total não são permitidos, e os nocautes resultam em uma desqualificação do atacante; embora essas regras variem entre as organizações da ITF. Ao final de dois minutos (ou algum outro tempo especificado), o competidor com mais técnicas de pontuação ganha.
Faltas no sparring da ITF incluem contato pesado, ataque a um oponente caído, rasteira nas pernas, segurar/agarrar, ataque intencional a um alvo que não seja permitido (por exemplo, abaixo do cinturão, ataques nas costas).
As competições da ITF também apresentam performances de formações, quebra e 'técnicas especiais' (onde os competidores executam as quebras das pranchas em grandes alturas).
As rodadas de competição da ITF são de 2 minutos e nos níveis nacional e internacional de competição elas realizam duas rodadas a cada 2 minutos com um descanso de um minuto entre elas. Algumas regras como não acertar abaixo do faixa, nenhum ataque de cotovelo, brigas, não cair, não sair do ringue, bater na virilha e joelho não são permitidos. O anel é um local de 9 metros por 9 metros (8x8 metros opcional) marcado por tapetes quadrados ou fita em vez de um estilo tradicional de kickboxing com cordas. Não tem lados que permitam ao lutador sair de campo. Sempre que um lutador fizer uma infração das regras, o árbitro central emitirá uma advertência ao lutador que fez a infração. 3 avisos são iguais a um ponto negativo. Se um lutador usa contato excessivo, ele ou ela receberá uma falta, que é um ponto negativo automático; Três faltas em uma luta resultam em desqualificação. O taekwondo da ITF é travado em sparring de pontos contínuos. Quatro juízes marcam as lutas em cada um dos cantos do ringue quadrado. Após a luta, um juiz vota para o lutador o qual tem mais pontos e um vencedor é declarado. No caso de um empate, os lutadores vão para uma rodada de um minuto. Se houver outro empate, os lutadores vão para uma rodada de morte súbita, onde o lutador que marcar primeiro é declarado vencedor.
As regras oficiais para a competição de sparring da ITF estão disponíveis no site da mesma.

## Ranks
O sistema de classificação da ITF consiste em seis cinturões de cores sólidas: branco, amarelo, verde, azul, vermelho e preto.
Os ranks de faixas coloridas são chamados, em Coreano, geup (급) (muitas vezes romanizado como gup ou kup), enquanto os ranks de faixa preta são chamados ranks/dan (단). O lutador amarra a faixa na cintura, sobre o dobok:
|  | Grau de faixa | Descrição |
|  | ------------- | --- |
|  | 10º geup      | Branca - Significa inocência, como a do aluno iniciante que não tem conhecimento prévio de Taekwondo. Requisito mínimo de 3 meses.                           |
|  | 9º geup       | Branca com ponta amarela. 3 meses mínimos requeridos. |
|  | 8º geup       | Amarela - Significa a terra da qual uma planta brota e cria raízes à medida que o fundamento do Taekwondo é colocado. Requisito mínimo de 4 meses.           |
|  | 7º geup       | Amarela com ponta verde. Exigência mínima de 4 meses. |
|  | 6º geup       | Verde - Significa o crescimento da planta quando as habilidades do Taekwondo começam a se desenvolver. Requisito mínimo de 4 meses.                          |
|  | 5º geup       | Verde com ponta azul. Exigência mínima de 4 meses. |
|  | 4º geup       | Azul - Significa o Céu para o qual a planta amadurece em uma árvore imponente à medida que o treinamento no Taekwondo progride. Requisito mínimo de 4 meses. |
|  | 3º geup       | Azul com ponta vermelha. Exigência mínima de 5 meses. |
|  | 2º geup       | Vermelha - Significa perigo, alertando o aluno para exercer controle e alertando o oponente para ficar longe. 6 meses de exigência mínima.                   |
|  | 1º geup       | Vermelha com ponta preta. Exigência de 6 meses. |
|  | 1º dan        | Preta - oposto à branca, significando, portanto, maturidade e proficiência no Taekwondo; também indica a impermeabilidade do usuário à escuridão e ao medo.  |
|  | 2º dan        | Instrutor Assistente (deve permanecer neste posto pelo menos 2 anos)                                                                                         |
|  | 3º dan        | Instrutor Assistente (deve permanecer neste posto pelo menos 3 anos).                                                                                        |
|  | 4º dan        | Instrutor Internacional (deve permanecer nessa classificação pelo menos 4 anos). Neste ponto, uma pessoa pode se tornar um "SaBum-Nim".                      |
|  | 5º dan        | Instrutor (deve permanecer nessa classificação pelo menos 5 anos).                                                                                           |
|  | 6º dan        | Instrutor (deve permanecer nessa classificação pelo menos 6 anos).                                                                                           |
|  | 7º dan        | Mestre Instrutor (deve permanecer nesse rank pelo menos 7 anos).                                                                                             |
|  | 8º dan        | Mestre Instrutor (deve permanecer nesse rank pelo menos 8 anos).                                                                                             |
|  | 9º dan        | Grão-Mestre |

A razão para nove graus de faixa preta é que o número nove não é apenas o mais alto dos números de um dígito, mas também é o número de três multiplicado por três. No Oriente, três é um dos números mais estimados. O caractere chinês para 3 é três linhas horizontais, uma acima da outra: 三. A linha inferior representa a terra; a linha do meio representa os mortais; a linha superior representa o céu. Acreditava-se que um homem que pudesse unir os três reinos em si mesmo, aspiraria ou renasceria em um rei; isso é mostrado pela linha vertical conectando os reinos no personagem para rei: 王.

### Promoções da faixa preta
Até o oitavo dan, todos os ranks exigem que o aluno realize um teste de todas as habilidades e conhecimentos até sua classificação para ser promovido. O 9º dan pode ser concedido com o consentimento do comitê de promoção, sem necessidade de exame físico, devido à natureza e às responsabilidades de um mestre que não está mais centrado no desenvolvimento físico. No entanto, se o destinatário desejar, uma demonstração pode ser realizada. O 9º grau (sendo o mais alto) só pode ser concedido quando o comitê especial examina e obtém um consentimento unânime.
De acordo com a ITF Encyclopedia, um instrutor de 4º dan pode classificar os alunos até o 2º dan. Um instrutor internacional de 5º ou 6º dan pode dar notas a alunos até o 3º dan, enquanto um mestre de 7º dan pode classificar alunos até o 5º dan. Um Mestrado em 8º dan pode dar notas a alunos até o 6º dan. A promoção para o sétimo grau em diante deve ser feita pelo Comitê de Promoção de Mestre da ITF.

## Filosofia
A filosofia do Taekwondo é resumida em um juramento e em alguns princípios.

### Juramento do Taekwondo
Observar as regras do Taekwondo
Todos os estudantes devem jurar observar cuidadosamente, reconhecer e viver de acordo com cada um dos princípios do taekwondo.
Respeitar meu instrutor e superiores
Um estudante promete respeitar seus instrutores e aqueles que são mais antigos (tanto em idade como em nível). Um instrutor também deve agir respeitosamente com todos os estudantes e pessoas, a fim de ser respeitado e, portanto, não abusar do Taekwondo.
Nunca fazer mal uso do Taekwondo
Nunca se abusará do Taekwondo para prejudicar o outro, para seu ganho pessoal ou por qualquer outra forma injusta (este é particularmente importante em qualquer arte marcial, não apenas no Taekwondo, pois um artista marcial treinado poderia facilmente matar um pessoa em combate próximo desarmado).
Ser campeão da liberdade e da justiça
A quarta linha, “ser campeão da liberdade e da justiça” pode se aplicar a muitas áreas da vida e embora muitos possam pensar que alguém teria que fazer algo incrível para conseguir isso, essa parte do juramento pode ser respeitada até mesmo pelas menores coisas na sua atividade diária. Se alguém se torna mais aberto a entender as ideologias dos outros ou a maneira como os outros seguem suas vidas, em vez de serem rápidos em julgar, então talvez o mundo consiga ser um lugar mais compreensivo e receptivo, permitindo assim que as pessoas tenham a liberdade que merecem. Ao aceitar essa crença, você está trazendo justiça para este mundo e, portanto, sendo um defensor da justiça. Como muitas vezes vemos, os conflitos podem ocorrer por conta de equívocos comuns de informações. É preciso entender a história completa e ter todos os fatos antes que ele possa realmente fazer um julgamento adequado.
Construir um mundo mais pacífico
A última linha do juramento, "construir um mundo mais pacífico", pode-se também obter facilmente esse objetivo realizando suas vidas diárias de maneira mais pacífica. Se todos fizessem isso, o mundo obviamente se tornaria um lugar mais pacífico. Como costumamos ver, conflitos podem ocorrer por conta de equívocos de informação. É preciso entender a história completa e ter todos os fatos antes que ele possa realmente fazer um julgamento adequado. No entanto, isso não significa que um estudante não possa se defender contra a agressão direcionada a si mesmo, pois isso derrotaria parte do propósito do Taekwondo, uma arte de autodefesa desarmada.

### Princípios do Taekwondo
Existem cinco princípios no definidos pela ITF:
Cortesia (Ye-ui / 예의, 禮儀)
Mostrar cortesia para todos, respeitando os outros, ter boas maneiras, bem como manter a etiqueta apropriada em todos os momentos, dentro e fora do dojang (도장) (área de treinamento designada).
Integridade (Yeom-chi / 염치, 廉恥)
Embora possa ser semelhante, essa forma de integridade assume um papel mais amplo do que o definido no dicionário comum. No Taekwondo, integridade significa não apenas determinar o que é certo ou errado, mas também ter a consciência de sentir culpa se alguém fez errado e ter a integridade para defender o que é certo.
Perseverança (In-nae / 인내, 忍耐)
Perseverar-se-á uma e outra vez até que tenham alcançado um resultado adequado ao que se está tentando alcançar.
Autocontrole (Geuk-gi / 극기, 克己)
Isso significa não apenas ter controle sobre os atos físicos, mas também seus pensamentos e ações mentais.
Espírito Indomável (Baek-jeol-bul-gul / 백절불굴, 百折 不屈)
Ter espírito indomável significa ter a coragem de defender aquilo em que você acredita, não importando quais sejam as suas chances, e sempre dar 100% de esforço em qualquer coisa que você faça.

## História
1955 marcou o início do Taekwondo como uma arte marcial formalmente reconhecida na Coreia. Nesse mesmo ano, por iniciativa do General Choi Hong-Hi, a arte marcial foi oficialmente chamada de Taekwondo ("o caminho dos pés e das mãos", em coreano). Durante este período, foram realizados muitos esforços para restaurar e revigorar o orgulho nacional, após sofrerem com a ocupação colonial japonesa. O conselho existente da arte aprovou o nome Taekwondo, substituindo os termos confusos Tang Soo Do, Gongo Soo Do ou Kwon Bup, que tinham suas raízes nas artes estrangeiras. Então, a data de 11 de abril de 1955 ficou marcada como a data do nascimento oficial do Taekwondo.
Em 1959, após uma turnê de promoção da arte no Extremo Oriente, Choi foi elevado a dois postos: presidente da recém-formada Associação Coreana de Taekwon-Do e vice-comandante do 2º Exército em Tae Gu. Em 1966, após uma missão de boa-vontade feita pelo Embaixador Choi, general aposentado de duas estrelas, (na Alemanha Ocidental, Itália, Turquia, República Árabe Unida, Malásia e Singapura), em 22 de março se formou a Federação Internacional de Taekwondo, com associações no Vietnã, Malásia, Singapura, Alemanha Ocidental, Estados Unidos, Turquia, Itália, República Árabe do Egito e Coreia.

### Disputa política e divisão
O governo da Coreia do Sul queria usar o Taekwondo como arma política; como o General Choi era contrário a tal prática, em 1973 a ITF se mudou para o Canadá, permanecendo até 1985, quando se mudou para para Viena, na Áustria. O governo sul-coreano respondeu abandonando a ITF, estabelecendo a World Taekwondo Federation (Federação Mundial de Taekwondo) para continuar a missão da globalização do taekwondo. Uma vez que o general Choi Hong Hi (최홍희) foi exilado da Coreia do Sul, ele estabeleceu a nova sede da ITF em Viena, e a organização se estabeleceu lá. Nos anos que se seguiram, muitos dos mestres fundadores da ITF e vários outros instrutores deixariam a organização para formar suas próprias organizações independentes, seguindo as diferenças políticas com Choi Hong Hi.
Em 2001, o Congresso da ITF votou em Choi Hong Hi como Presidente por quatro anos do mandato de seis anos, para depois pôr seu filho Choi Jung Hwa como Presidente pelos dois anos restantes. Isso foi derrubado (seja legal ou ilegalmente) pelo general Choi, causando uma ruptura entre ele e seu filho. [carece de fontes?]Choi Jung Hwa se separou de seu pai[carece de fontes?] e criou outra organização, que Choi Jung Hwa afirmou ser a verdadeira ITF. Enquanto a maioria do ITF na época ficou com o General Choi, muitos outros decidiram seguir Choi Jung Hwa. O general Choi morreu em junho de 2002, nunca tendo se reconciliado com o filho. Em seu leito de morte, em junho de 2002, o general Choi teria dito que queria que Chang Ung, um membro norte-coreano do COI, assumisse o cargo de presidente.[carece de fontes?] Um congresso extraordinário do ITF foi chamado com Chang Ung declarado como o novo presidente, mas a legalidade deste congresso é contestada. Aqueles que alegavam que o Congresso era ilegal (isto é, contra a Constituição da ITF) realizaram outro Congresso, no qual o Mestre Trần Triệu Quân (faixa preta de 8º dan) foi eleito presidente. Assim, existem agora três organizações que afirmam ser a ITF.

### ITF no Brasil
Em julho de 1970, Choi Hong Hi enviou para o Brasil o Instrutor Sang Min Cho (6º Dan), introduzindo o Taekwondo no país, em São Paulo. No entanto, por muito tempo houve resistência e instabilidade internacional (devido principalmente à existência da WTF) causando uma ameaça real do esporte no Brasil, sob jurisdição da ITF. Felizmente, por persistência dos representantes brasileiros, o Taekwondo ITF permanaceu. Entretanto, a prática do esporte só tomou impulso com a visita do General Choi Hong Hi, em 29 de maio de 1990 onde, nessa mesma data, foi realizado o 1º Seminário Internacional de Taekwondo ITF, na cidade do Rio de Janeiro. Outras zonas de destaque do Taekwondo ITF consistem no nordeste brasileiro, mais precisamente no estado do Ceará, com as designadas ITF Brasil, Choong-Moo e a Guerreiros Hwa-Rang como duas entre as principais redes de ensino da modalidade no país.